# Claude-Enoch Virey
Claude-Enoch Virey, né en 1566 à Sassenay et mort en 1636 à Chalon-sur-Saône, fut un chroniqueur et le secrétaire de Henri II de Bourbon, Prince de Condé, puis maire de Chalon-sur-Saône entre 1627 et 1634. Il s'y fit construire en 1612 un hôtel particulier par l'architecte Jacques Gentillâtre, occupé aujourd'hui par la sous-préfecture de Chalon.

## Biographie

### Naissance, jeunesse, études
Claude-Enoch Virey est né en 1566 à Sassenay, village proche de Chalon. Les registres paroissiaux de ce lieu ne remontent pas jusqu’au XVIe siècle, les origines de Virey sont donc incertaines, plusieurs hypothèses ayant été avancées. Le duc D’Aumale   le présente comme fils d’un capitaine d’infanterie. D’autres le font descendre d’un notaire de Sens. De toute manière sa famille devait être assez fortunée, à en juger par ses études à Chalon, Beaune, Dijon, au collège des Godrans - récemment ouvert par les Jésuites – puis au Collège de Navarre à Paris où il se lia d’amitié avec le jeune comte de Beaumont, Christophe de Harlay, fils du président du Parlement. À la journée des Barricades en 1588, tous deux accoururent pour défendre, armes à la main, le président Harlay qui tenait tête au duc de Guise. Cette rencontre fut déterminante pour la carrière de Claude-Enoch à qui le président Achille de Harlay demanda en 1592 d’accompagner son fils à Padoue pour faire ses études de droit tout en fuyant la Ligue. Les deux jeunes gens en revinrent avec leur bonnet de docteur. Virey a prolongé son séjour pour profiter de l’Italie et de ses habitant(e)s qu’il décrit avec un œil vif et plein d’humour.

### Dans l’armée
Avant son départ pour l’Italie, à l’assassinat d’Henri III en 1589, Claude-Enoch s’engagea, ainsi que son ami, dans l’armée bien réduite du Béarnais. C’est là que le futur Henri IV le connut car « il n’était guère difficile pour le roi de reconnaître tous les catholiques volontaires de son armée » . Pendant trois ans, Virey participa aux combats, comme il le raconte lui-même dans ses vers itinéraires, à la bataille d'Arques et à celle d’Ivry notamment, ainsi qu’aux sièges de Paris et de Rouen.

### Dans la maison de Condé

#### Dans l’entourage du jeune prince
En 1595, Henri IV n’avait pas encore de descendance, c’est pourquoi Henri II de Bourbon, prince de Condé, alors âgé de 7 ans, était pressenti pour lui succéder comme premier prince du sang. Le roi installa la maison du petit prince à Saint-Germain-en-Laye et y nomma des précepteurs. Le président de Harley lui conseilla d’y adjoindre Virey. Il est probable qu’à la naissance de Louis XIII en 1601, Virey redoubla de présence auprès d’Henri qui dès lors, à l’âge de 13 ans, dut abandonner l’idée de devenir roi.

#### Secrétaire et ami du prince
De plus, dans la société d’alors, les liens d’homme à homme demeuraient essentiels. La notion de fidélité et le culte de l’amitié prenaient une résonance très spéciale au sein de la noblesse . Les deux hommes furent ainsi liés pour la vie. Au mariage du prince avec Charlotte de Montmorency en 1609, on trouve la signature de Virey au bas du contrat, sous celles de toute la cour. Lorsque Condé dut fuir la France pour soustraire son épouse aux poursuites d’Henri IV, c’est l’épisode de « l’Enlèvement innocent »  auquel Virey prit une part active, au risque des représailles que le roi fit peser sur lui et sa famille. En 1616, il reçut instruction (signée Henri de Bourbon) d’appliquer les décisions consécutives à la conférence de Loudun, ce qui nous donne une idée du contenu de son travail de secrétaire.

### À Chalon
À la suite de l’embastillement de Condé, tous les membres de sa maison furent interdits de séjour dans la capitale. Virey regagna Chalon.

#### Sa maison
Grâce aux apports financiers de Condé, lui-même doté par Marie de Médicis, régente après l’assassinat de Henri IV durant l’enfance de leur fils Louis XIII, Virey put mettre sa maison en chantier, avec l’architecte Gentillâtre. Cet hôtel en brique et pierre a conservé de nos jours sa façade principale rue Saint-Georges. On peut encore admirer la cheminée intérieure monumentale avec les armes du propriétaire. Et dans le sous-sol, on voit la naissance des voûtes en briques appuyées sur la muraille gallo-romaine.
C’est dans cette demeure, actuelle sous-préfecture, que Virey installa son importante bibliothèque.

#### Maire de sa ville
Virey fut élu maire de Chalon à cinq reprises entre 1627 et 1634, le mandat étant alors d’une année. Chalon est une ville de passage, Virey eut donc à régler les problèmes d’octroi, aussi bien que ceux du passage des troupes en ces périodes troublées. À ces soucis s’ajoute le drame des épidémies de peste. Toutes ces responsabilités entraînaient bien entendu des problèmes financiers qu’il lui fallait résoudre. À l’intérieur même de Chalon les relations n’étaient pas toujours simples avec le gouverneur de la citadelle. Heureusement l’organisation de réjouissances à l’occasion du passage de personnalités, telles Louis XIII, Richelieu, Condé ou les fêtes à l’occasion de la prise de La Rochelle, apportait plus de gaîté. Dans tous ces rôles, Virey fut toujours apprécié.

#### Intendant de l’hôpital

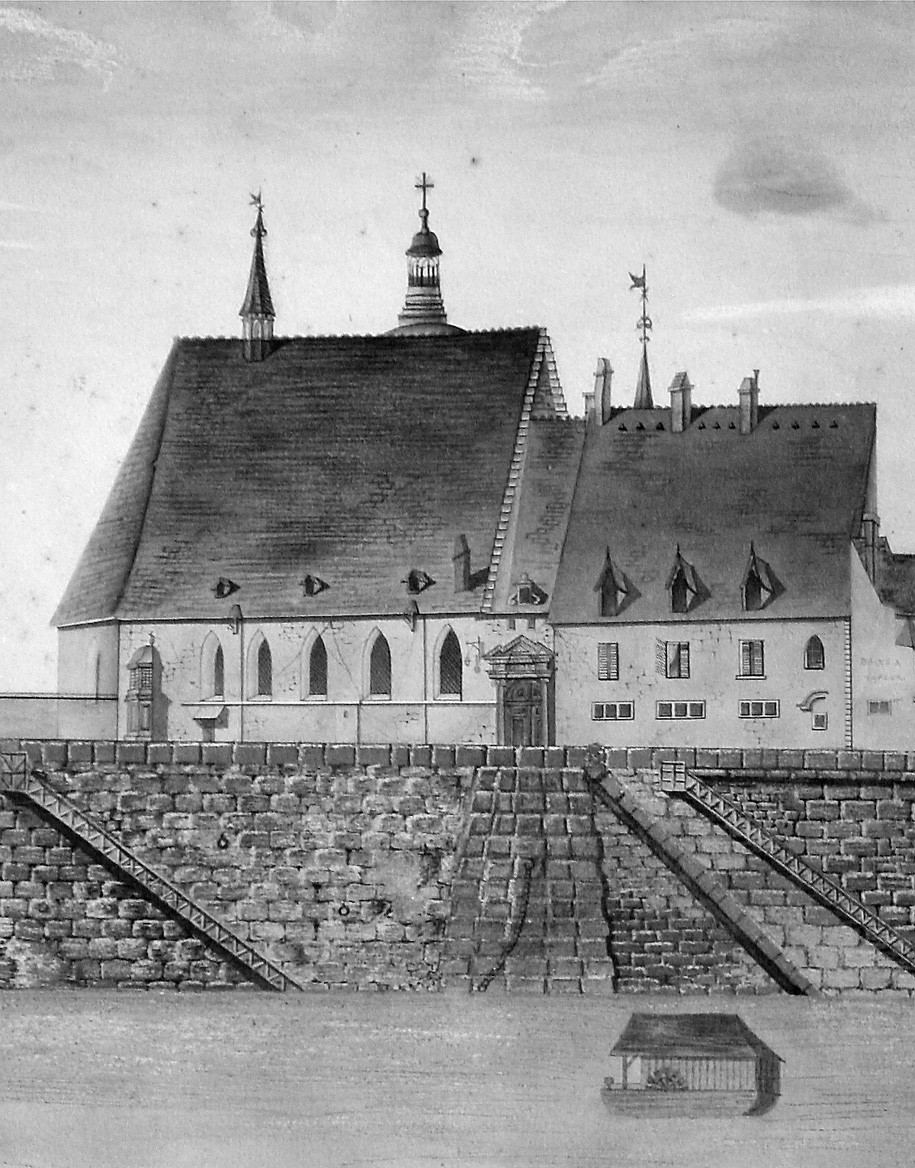
Vue générale de l'hôpital Saint Laurent Chalon sur Saône, France.

Depuis la deuxième moitié du XVIe siècle, Chalon s’était doté d’un hôpital édifié dans l’île Saint-Laurent. Virey dut faire face aux sommes avancées par la ville pour cet hôpital par une quête générale auprès des notables et même des ecclésiastiques. Nommé intendant à vie de l’établissement en 1633, il s’attaqua au problème de l’encadrement humain et remplaça les soignantes du moment par des sœurs de l’Hôtel-Dieu de Beaune qui prirent le nom de sœurs de Ste Marthe et il rédigea un règlement qui, trois siècles plus tard, était encore en vigueur. Virey fut enterré dans cet hôpital en 1636.

## Ses chroniques et autres poèmes
Tous les écrits de Claude-Enoch Virey se trouvent dans le Ms 36 conservé à la Bibliothèque municipale de Chalon. On y trouve entre autres les chroniques citées dans sa biographie, à savoir L’enlèvement innocent ou la retraite clandestine de Mgr le Prince avec Mme la Princesse sa femme hors de France, La prison volontaire ou l’entrée de Mme la Princesse à la Bastille, Les Vers itinéraires : chemin faisant de France en Italie (1592), puis de Venise à Rome (1593).
Dans ce manuscrit sont également consignés L’épistre d’Aminthe, Les hommes sauvés ou la Mort, la Résurrection et l’Ascension de Jésus-Christ, et un essai La Roméade ou Rome conquérante.